# Plateau de Millevaches

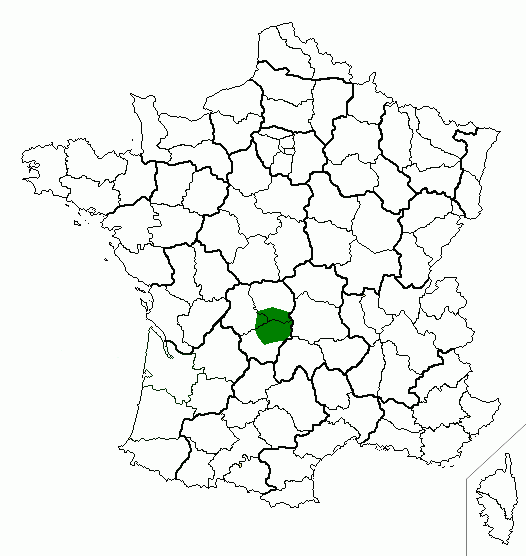
Die Lage in Frankreich

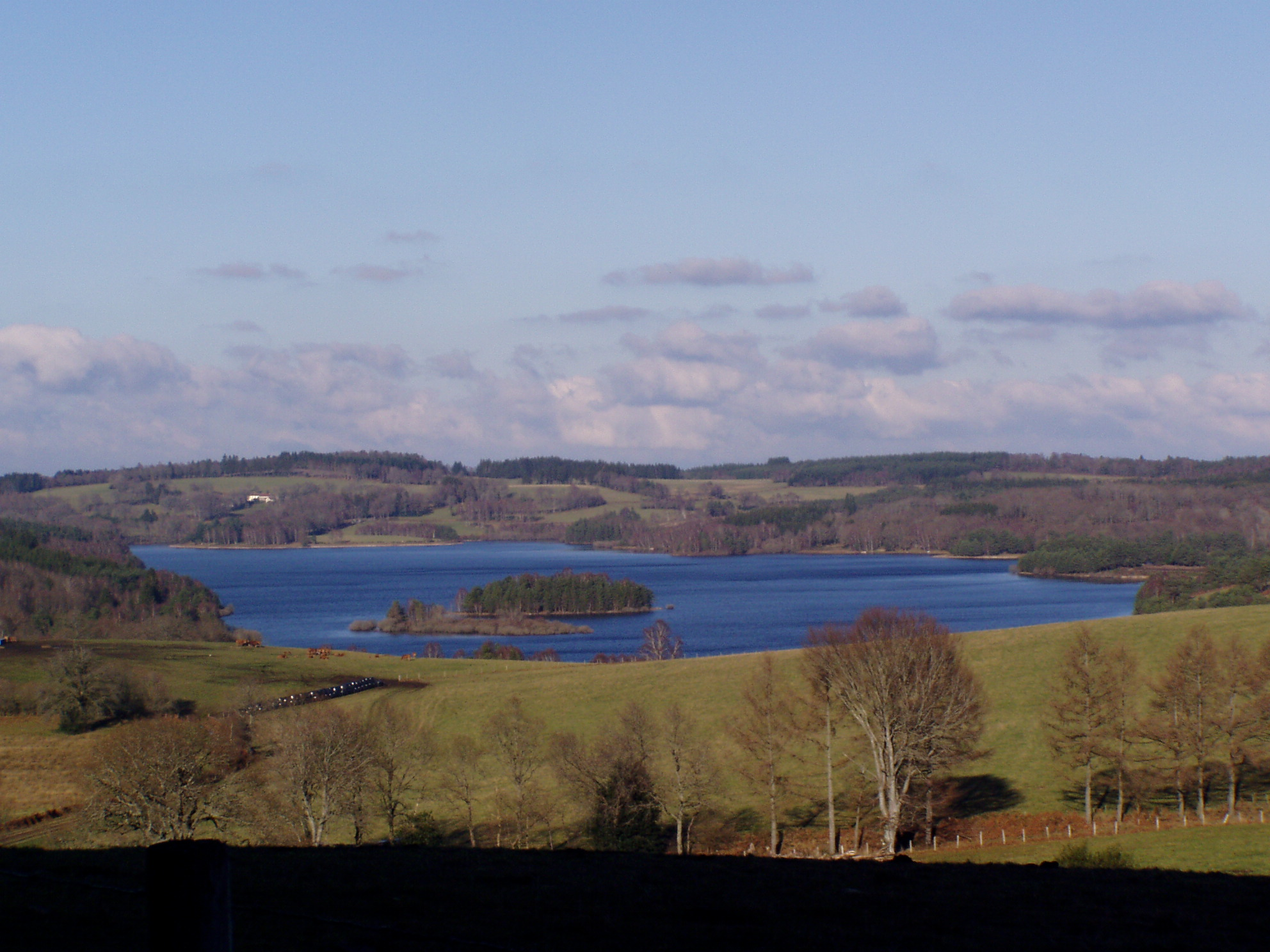
Der Lac de Lavaud-Gelade auf dem Plateau de Millevaches im Département Creuse

Das Plateau de Millevaches ist ein Landschaftsgebiet im französischen Zentralmassiv. Es erstreckt sich über etwa 3500 Quadratkilometer und liegt im Bereich der französischen Départements Corrèze, Creuse und Haute-Vienne in der Region Limousin.
Auch wenn das Plateau de Millevaches streng genommen keine Hochebene im eigentlichen Sinn ist, macht es doch einen enormen Höhenunterschied innerhalb des Zentralmassivs aus.
Der Großteil des Plateaus liegt im Bereich von 700 Metern Höhe, den höchsten Punkt bildet der Mont Bessou, dessen  natürliche Höhe durch die Konstruktion einer Aussichtsplattform von 977 auf 1001 Meter gesteigert wurde.
Landschaftlich ist es neben seinem riesigen Koniferenwald von einem Hochmoor (tourbière) geprägt, das zahlreiche Flüsse wie etwa die Vienne und die Vézère speist. Die Wasserläufe sind vielerorts von Bachforellen bevölkert.
Menschen bewohnen das Plateau de Millevaches kaum, die Bevölkerungsdichte beträgt lediglich 13,6 Einwohner/Quadratkilometer. Nur an den Rändern finden sich mit den Städten Meymac, Felletin und Eymoutiers  größere Siedlungen.
Das Plateau de Millevaches bildet das Kernstück des 2004 gegründeten Regionalen Naturparks Millevaches en Limousin.

## Etymologie
Eine Legende erzählt von einem Hirten, der seine 1000, von einem Gewitter erschöpften Kühe dem Teufel versprach, der sie wiederum eine nach der anderen in Felsen verwandelte.
Der Name ist schon im 12. Jahrhundert als Millevacas (1145–1146), Mille vacce (1315, latinisierte Form) aufgenommen.
Nach Albert Dauzat handelt es sich um das keltische melo „Höhe“ mit dem lateinischen Adjektiv vacua „leer“. Ernest Nègre erklärt es als das okzitanische mila „tausend“ und vacas (nord okzitanisch [vatʃas]) „Kühe“, deshalb ist die moderne Form Miuvachas eine regelmäßige Entwicklung des Wortes. Auf Französisch heißt Millevaches „tausend Kühe“ und ist wohl die richtige Übersetzung. Der Name bezieht sich vermutlich auf die Landschaft, wo die nackten Granitsteine überall dicht aneinander stehen, wie eine Herde. Z. B. hat die französische Sprache das gaskonische Wort Mascaret „Flutwelle“ entliehen und es vergleicht die Wellen mit einer gefleckten Ochsherde.